# 汝姓
汝姓是中文姓氏之一，在明朝《百家姓续编》中排第462位。在现代它是极罕见的姓氏。

## 起源
汝姓出自姬姓，以地为氏。据《姓源》的记载，周平王封少子于汝川，其后代中有汝氏。另外，古时有汝水（今河南南部），当地居民中也有人以汝为姓氏。在商朝时，有贤士汝鸠、汝方，曾位居高官，后来子孙就随之为汝氏，世代相传。又《元和姓纂》载，殷贤人尚书汝鸠之后。汝氏后人奉汝鸠为汝姓的始祖。
少數民族回族等有汝姓，漢化或改「盧姓」，南方多改為「余姓」（汝姓即余姓也）

## 郡望
- 天水郡：汉朝初年置，今甘肃天水、陇西以东一带。
- 江陵郡：南朝齐改江陵县为郡。今江陵县一带。
- 颖川郡：秦始皇统一六国之前置。今河南许昌一带。
- 渤海郡：汉朝置，今河北、辽宁沿渤海湾一带。

## 延伸阅读
[在维基数据编辑]
 《百家姓》
 《欽定古今圖書集成·明倫彙編·氏族典·汝姓部》，出自陈梦雷《古今圖書集成》